# Тауйская губа
Тау́йская губа́ — залив в северо-западной части Охотского моря, между полуостровами Хмитевского и Кони.

## Физико-географическое положение
Длина 75 км, средняя ширина 120—130 км. Общая площадь акватории Тауйской губы составляет около 10 400 км². Дно Тауйской губы повсеместно шельфового типа. Максимальные глубины не превышают 100 м, наиболее распространены 50-70 м. Побережье, более возвышенное в восточной части, изрезано заливами и бухтами, на значительной части района скальными и недоступными. Высота береговых обрывов колеблется от нескольких десятков до 500—600, иногда 900 м. Скальные берега изобилуют отвесными стенками с нишами, многочисленными кекурами. Узкая полоса пляжа присутствует обычно вблизи устьев рек и на выходах рыхлых неогеновых отложений. Пляжи сложены, как правило, галечниками и песками, нередко с крупными глыбами скальных пород.
Включает ряд небольших заливов: Амахтонский залив, бухта Нагаева, бухта Гертнера, залив Речной, залив Одян, Мотыклейский залив. На выходе в открытое море — острова Спафарьева и Завьялова. В Тауйскую губу впадают реки Ола, Яна, Тауй, Армань. Приливы неправильные, полусуточные, до 5 м.

## Исторические сведения
Двойная Гижигинско-Пенжинская губа, равно как и Тауйская губа м. б. использованы для устройства гаваней, ибо 7—8 месяцев в году они свободны ото льда и летом — от густых туманов.
я, Б. В. Давыдов  — писал в 1902 году князь П. А. Кропоткин. Б. В. Давыдов, участник Гидрографической экспедиции Восточного океана, составлявшей с 1911 года лоцию Охотского моря, назвал бухту Нагаева «лучшей якорной стоянкой во всем Охотском море».
Прогноз Кропоткина и Давыдова вскоре осуществился — но совсем не так, как они могли предположить. В период массовых сталинских репрессий Тауйская губа и бухта Нагаева активно использовались как отрезок пересыльного маршрута для вновь прибывших морем заключённых, отправляемых далее в лагеря Колымы.